# Robert L. Wetzel

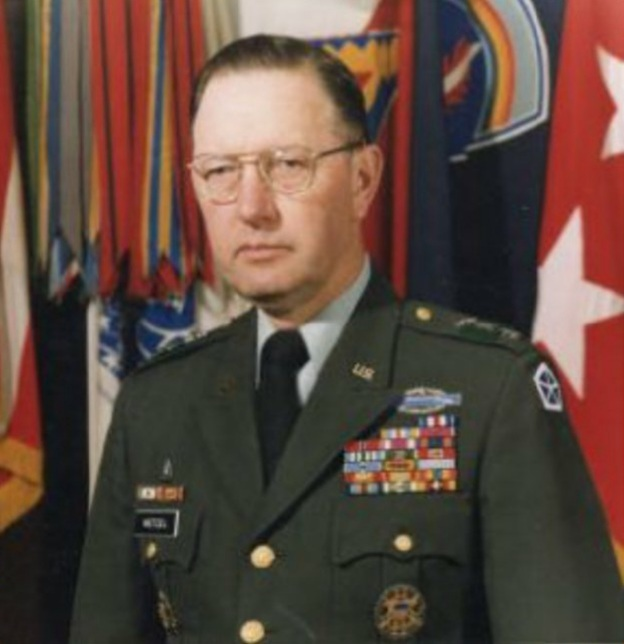
Robert L. Wetzel

Robert Lewis „Sam“ Wetzel (* 6. Oktober 1930 in Clarksburg, West Virginia; † 20. Januar 2022 in Columbus, Georgia) war ein Generalleutnant der United States Army, der unter anderem das V. Corps kommandierte.

## Leben
Robert Wetzel besuchte die öffentlichen Schulen seiner Heimat. In den Jahren 1949 bis 1952 durchlief er die United States Military Academy in West Point. Nach seiner Graduation wurde er als Leutnant der Infanterie des US-Heeres zugeteilt. In der Armee durchlief er anschließend alle Offiziersränge vom Leutnant bis zum Drei-Sterne-General. Gleich zu Beginn seiner Laufbahn wurde er im Koreakrieg eingesetzt, wo er als Zugführer einer Kompanie fungierte. Anschließend war er unter anderem in Deutschland als Kompaniechef stationiert. Im Jahr 1961 gehörte er dem Stab von General William Westmoreland an, der damals Leiter der Militärakademie in West Point war.
Ab 1968 nahm Wetzel aktiv am Vietnamkrieg teil. Dort war er Kommandeur des 4. Bataillons des 31. Infanterieregiments. Während der Kämpfe wurde er verwundet. Die Verleihung des Purple Heart aus diesem Anlass lehnte er ab. Nach seiner Rückkehr in die Vereinigten Staaten wurde Wetzel Regimentskommandeur in Fort Carson in Colorado. Ab 1975 bekleidete er den Rang eines Brigadegenerals.
Anschließend wurde er nach Göppingen in Deutschland versetzt, wo er die 3. Brigade der 1. Infanteriedivision kommandierte. In den Jahren 1978 und 1979 war Wetzel Stabschef beim NATO-Oberbefehlshaber Alexander Haig. Danach war er zwischen 1979 und 1981 kommandierender General der in Würzburg stationierten 3. Infanteriedivision. Im Jahr 1981 erkrankte er an Schwarzem Hautkrebs. Die Ärzte gaben ihm nur noch kurze Zeit zu leben. Einen Vorruhestand lehnte Wetzel ab und überraschend erholte er sich von seiner Krankheit. Als nächstes Kommando erhielt er die Leitung des Infantry Training Center in Fort Benning in Georgia. Ab 1983 bekleidete er den Rang eines Generalleutnants.
Als Nächstes wurde Wetzel wieder nach Deutschland versetzt, wo er zunächst als stellvertretender Kommandeur von USAREUR fungierte, ehe er zwischen vom 29. Mai 1984 bis zum 23. Juni 1986 als Nachfolger von Paul S. Williams das Kommando über das V. Corps übernahm. Nachdem er das Kommando an Colin Powell übergeben hatte, trat Robert Wetzel in den Ruhestand.
Neben den erwähnten Tätigkeiten war Wetzel auch in verschiedenen Dienststellen als Stabsoffizier tätig und absolvierte Militärschulen wie das United States Army War College, die Infantry School und das zur United States Air Force gehörende Air Command and Staff College in Montgomery in Alabama. Außerdem erhielt er von der George Washington University einen Abschluss als Master of Science.
Nach seinem Ausscheiden aus dem aktiven Militärdienst zog Wetzel nach Columbus in Georgia, wo er die Beraterfirma Wetzel International gründete. Er nahm auch aktiv am kommunalen Leben in Columbus teil und engagierte sich in Veteranenorganisationen. Nach dem Ende seiner Zeit in Vietnam hat er seine Frau Eilene geheiratet. Diese war die Witwe eines amerikanischen Soldaten, der in Vietnam gefallen war. Robert Wetzel starb am 20. Januar 2022 in Columbus und wurde auf dem Friedhof im benachbarten Fort Benning beigesetzt.

## Orden und Auszeichnungen
Robert Wetzel erhielt im Lauf seiner militärischen Laufbahn unter anderem folgende Auszeichnungen:
- Army Distinguished Service Medal
- Silver Star
- Defense Superior Service Medal
- Legion of Merit
- Bronze Star Medal
- Meritorious Service Medal